# Borstel (Diepholz)
Borstel  is een gemeente in de Duitse deelstaat Nedersaksen. De gemeente maakt deel uit van de Samtgemeinde Siedenburg in het Landkreis Diepholz. Borstel telt 1.179 inwoners.

## Bereikbaarheid
Borstel is via de Bundesstraße 214 verbonden met o.a. Sulingen ( 11 km westwaarts) en Diepholz.

## Dorpen en gehuchten in Borstel
- Bockhop
- Borstel
- Campen
- Sieden, met zijn gehucht:
  - Schamwege

## Bezienswaardigheden

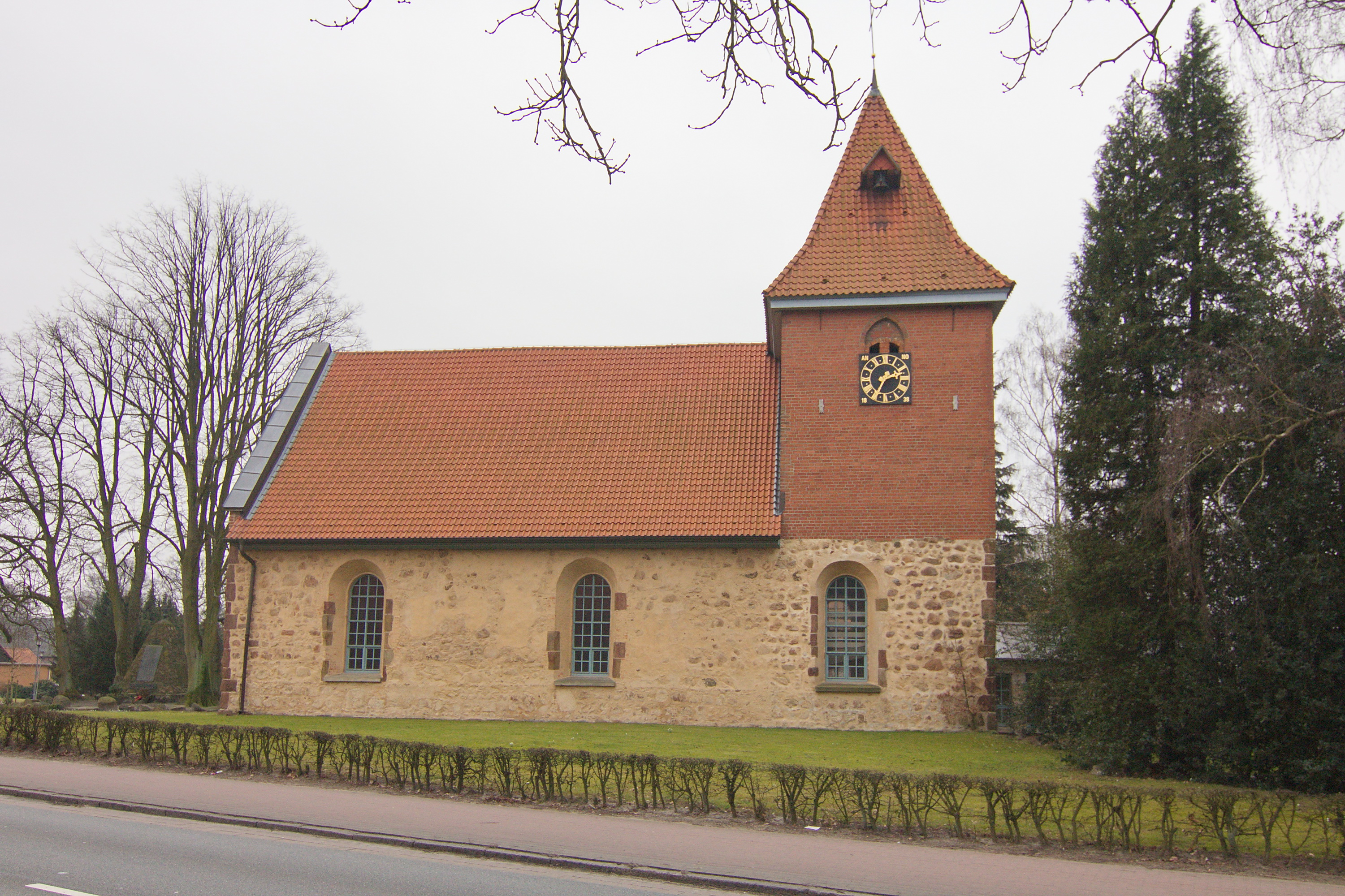
Sint-Nicolaaskerk, Borstel

- De middeleeuwse dorpskerk, gewijd aan Sint-Nicolaas
- Het natuurschoon in de omgeving:
  - Natuurpark Wildeshausener Geest, 30 km noordwaarts
  - Enige grote hoogveengebieden ten zuiden van het plaatsje, die grotendeels natuurreservaat zijn

## Geschiedenis; herkomst plaatsnaam
Borstel komt in 1302 voor het eerst in een oorkonde voor.
Dit dorp is een van de talrijke Noord-Duitse plaatsen met de naam -bostel of -borstel daarin.  Deze naam is Oergermaans of Oudsaksisch. Het is een samenstelling van -bor- of -bur-, met de betekenis: plaats, waar men (eventueel samen met de na-buren) woont; en -stal of -stel, met de betekenis: plek (modern Duits: Stelle: plek, baan, positie), dus: bur-stel, woon-plek.
- Gemeinsame Normdatei: 4786288-9
- MusicBrainz: 0e24c844-b502-4868-adc2-0d9710d23003
- Virtual International Authority File: 244309561